# Брошь
Брошь (от фр. broche) — ювелирное изделие, прикалываемое на одежду. Обычно изготавливается из металла, часто драгоценного — золота или серебра — и украшается драгоценными камнями или эмалевыми вставками. Как правило, брошь используется только в качестве украшения, однако она может нести и утилитарную функцию — например, застёжки.

## История
Самые ранние металлические броши, появившиеся уже в бронзовом веке, имели первоначально утилитарное предназначение — скреплять одежду, например, плащ. Античные и раннесредневековые застёжки, скрепляющие одежду, называются фибулы. Известны как простые фибулы без какого бы то ни было декора, так и ювелирные, выступающие не только застёжкой, но и ювелирным украшением. Нередко фибулы изготавливались из золота или серебра и украшались жемчугом, драгоценными камнями, чеканными орнаментами и т. д.
Дизайн брошей часто менялся с течением времени, поэтому они могут служить хорошим хронологическим индикатором, позволяющим датировать другие археологические находки. Утилитарная функция броши сохраняется большую часть Средневековья. В эпоху готики кольцевидные и дисковидные фибулы сменяются аграфами, представляющими собой более сложный вид застёжки.
Появление броши в современном виде — как самостоятельного украшения, несущего исключительно декоративную функцию — относится к XVII веку. Изобретение броши приписывается французской придворной даме, маркизе де Севинье. В эпоху барокко одежду украшали многочисленными подвесками, которые пришивались к одежде или привязывались при помощи лент. Мадам де Севинье стала носить на корсаже брошь, состоящую из атласного банта и пришитой к нему подвески, с таким украшением она была запечатлена на портретах. Украшение стало очень популярным у европейских аристократок и в XVIII веке привело к появлению корсажных брошей. Первоначально корсажные броши повторяли вид «броши Севинье» и изготавливались в форме банта с одним или несколькими, как правило, тремя, подвесками.
В XIX веке появляется многообразие брошей самых различных форм и материалов — из золота, драгоценных камней, жемчуга, эмали, слоновой кости, с использованием технологии микромозаики, глиптики, таксидермии, миниатюры и т. д.

## Виды брошей
| Изображение | Название            | Описание |
| ----------- | ------------------- | --- |
|             | Фибулы              | Функциональные броши-застежки, существовавшие в Античности и Средневековье. Известны фибулы различных форм и размеров. Фибулы-скобы изготавливались, чаще всего, из драгоценных металлов, меди или бронзы; украшались гравировкой или чеканкой. Знаменитая Пренестинская фибула содержит одну из самых ранних известных надписей на латыни. |
|             | Кольцевидные фибулы | Обширная категория средневековых фибул, состоящих из замкнутого или почти замкнутого (penannular) кольца и крупной иглы. Встречаются как примитивные утилитарные застежки из меди и бронзы без каких-либо украшений, так и богато декорированные фибулы из золота и серебра, с орнаментом, вставками драгоценных камней и т. д. Типичны для большинства варварских культур, в том числе: кельтского (Брошь из Тары), островного, северного искусства.                                         |
|             | Дисковидные фибулы  | Круглые фибулы известны с поздней Античности, но наиболее распространены были в период Раннего Средневековья. Дисковидные фибулы изготавливали франкские, англосаксонские, гуннские и прочие варварские мастера. Раннесредневековые варварские фибулы изготавливались, как правило, из золота и украшались эмалью, вставками цветного стекла, драгоценными камнями (гранаты, сапфиры, рубины) и пр. Особенно многочисленны франкские дисковидные фибулы VI—IX веков.                          |
|             | Т-образные фибулы   | Т-образные фибулы появились, вероятно, в начале I тыс. н. э., однако наиболее типичен этот тип фибул для варварских культур Раннего Средневековья. Большинство англосаксонских Т-образных фибул изготовлены из бронзы или меди, иногда с позолотой, и украшены орнаментом без дополнительных украшений в виде инкрустаций. |
|             | Аграф               | Украшение-застежка, появившееся в эпоху классического Средневековья и заменившее более простые фибулы. В отличие от фибул, средневековый аграф представлял собой не заколку, а застёжку, пряжку. В XIII веке аграф представлял собой обильно декорированное крепление из петли и крючка; популярной была форма розетки или венка. Аграфом обычно скрепляли ворот нижней рубахи или просто надевали в качестве украшения.                                                                      |
|             | Запона              | Бляха обычно золотая или серебряная с драгоценными камнями, использовавшаяся для украшения одежды. Как правило, круглой формы. Известна на Руси и у других славянских народов в эпоху Средневековья. |
|             | Брошь Севинье       | Украшение эпохи барокко, представляет собой брошь в виде банта и одного или нескольких подвесков. Вероятно, первый вид броши, являющийся самостоятельным украшением и не выполняющим функцию застёжки. Брошь обязана своим появлением француженке мадам де Севинье, жившей в XVII веке. В русских журналах первой половины XIX века брошью Севинье называлась крупная брошь овальной формы с тремя подвесками.                                                                                |
|             | Фрейлинский шифр    | Особый знак в виде вензеля, как правило золотой и усыпанный бриллиантами, который носили фрейлины при русском императорском дворе. Шифры имели форму инициалов императрицы или двух императриц. Знак носили на банте цвета Андреевской голубой ленты, прикрепляя к платью на левой стороне корсажа. |
|             | Корсажная брошь     | Украшение европейских аристократок XVII—XIX веков, наиболее популярное в XVIII веке. Носились на корсаже (лиф платья), ровно посередине груди. Изготавливалось из благородных металлов и украшались драгоценными камнями — бриллиантами или, в моде рококо, цветными (топазы, аметисты и др.) Как правило, корсажные броши были довольно объёмными, с несколькими подвесками, иногда — в три ряда, повторяющих V-образную форму лифа.                                                         |
|             | Траурные броши      | Траурные украшения известны с древности, но особую популярность приобрели в XVIII и во второй половине XIX века, в викторианскую эпоху. Траурные украшения носились во время траура, изготавливались из определённых материалов (гагат, чёрное стекло, чёрная и белая эмаль, жемчуг, гранаты) и должны были содержать какое-нибудь напоминание о покойном: его инициалы, надпись на латыни, портрет усопшего. Особенно популярны были траурные броши со вставкой из плетёных волос покойного. |
|             | Брошь-булавка       | Брошь в виде английской булавки, на которую крепятся различные декоративные элементы — например, цепочки и подвески. Появились во второй половине XIX века, вскоре после изобретения самой английской булавки, и остаются в моде в настоящее время. |